# Den levande skogen
Den levande skogen – en färgfilm om hunger och kärlek i djurens rike är en svensk dokumentärfilm från 1966 med regi och foto av Stig Wesslén.
Filmen tog 16 år att fullborda och spelades in mellan 1950 och 1966. Den premiärvisades 30 september 1966 på biografen Grand i Stockholm och mottogs väl av kritikerna. Den har visats flera gånger av Sveriges Television.